# DKW Monza
DKW Monza був спортивним автомобілем, побудованим на базі Auto Union DKW. Названий на честь всесвітньо відомої траси Гран-прі Італії, автомобіль встановив п’ять світових рекордів у 1956 році.

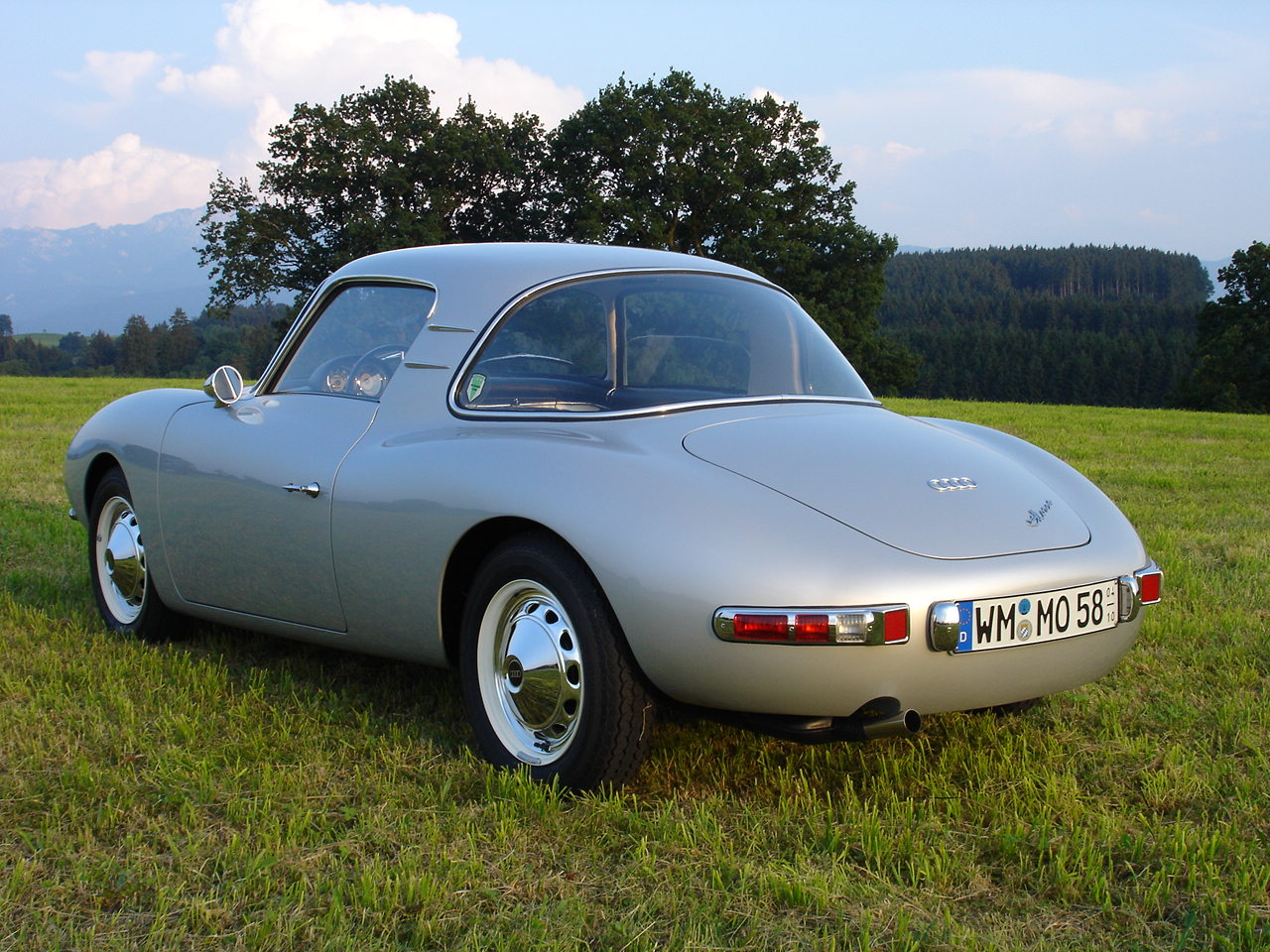
DKW Monza

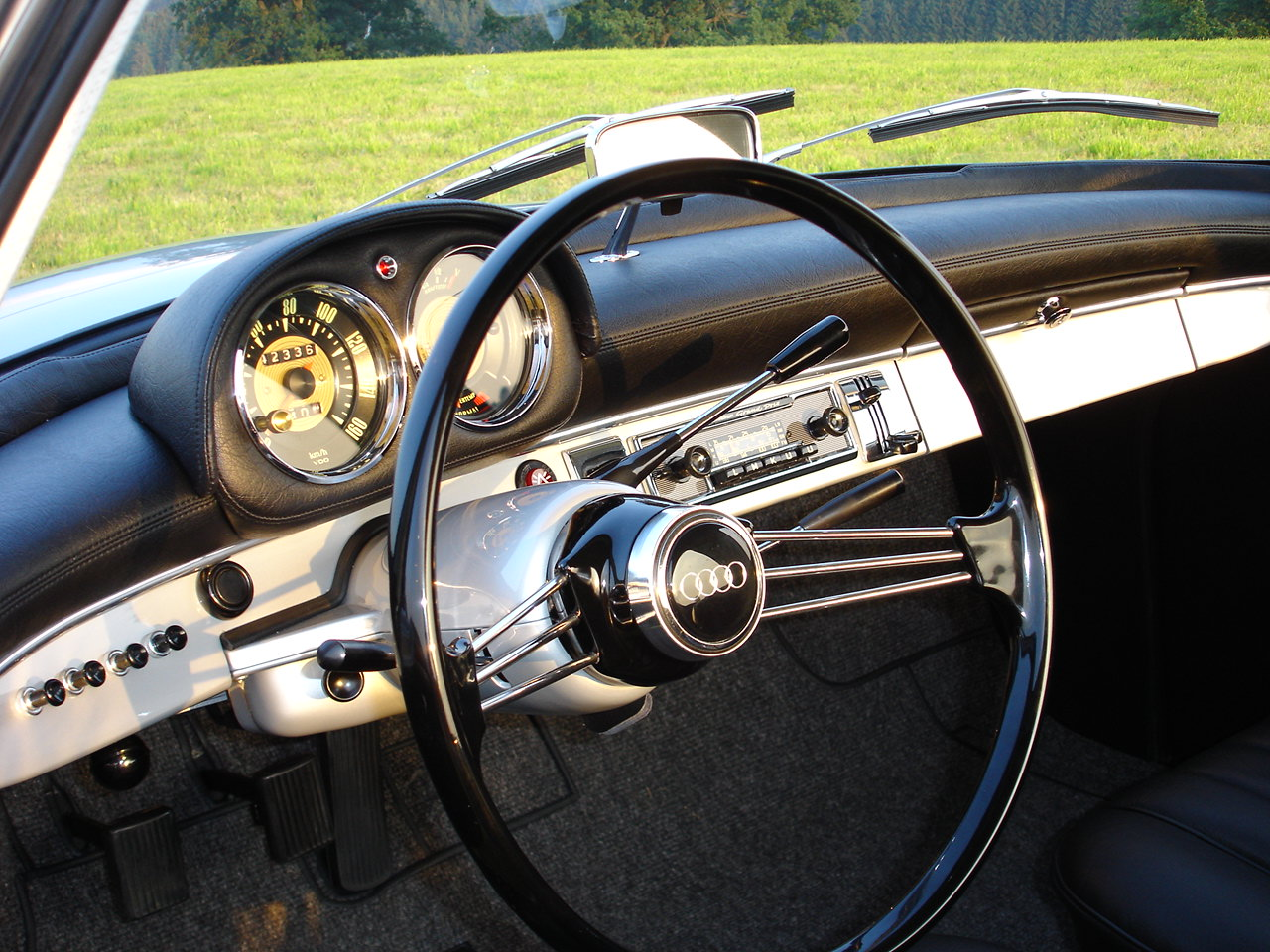

Після серії перемог DKW 3=6 «Sonderklasse» в європейських гонках туристичних автомобілів і ралі в 1954 і 1955 роках, два гонщики почали розробляти спортивний кузов для успішної моделі. Ґюнтер Аренс і Альбрехт В. Манцель розробили рекордний автомобіль на базі 3=6 із надзвичайно легким пластиковим кузовом, виготовленим у Dannenhauer & Stauss у Штутгарті, Німеччина.
Повні транспортні засоби спочатку були виготовлені компанією Dannenhauer & Stauss у Штутгарті, потім компанією Massholder у Гейдельберзі та нарешті компанією Robert Schenk у Штутгарті.
Фріц Венк був змушений припинити своє виробництво Monza в 1958 році після того, як у 1957 році був запущений новий Auto Union 1000 Sp, і Auto Union відмовився надати додаткові нові шасі для його виробництва Monza. Всього виготовили 75 автомобілів.